# Karabin Schmidt-Rubin
Karabin Schmidt-Rubin – szwajcarski karabin powtarzalny, w latach 1889–1959 podstawowy karabin armii szwajcarskiej.

## Historia
Karabin powtarzalny Schmidt-Rubin M1889 został opracowany w 1889 roku przez płk. Schmidta do 7,5 × 53,5 mm naboju karabinowego opracowanego przez płk. Eduarda Rubina. Zastąpił dotychczas używane karabiny Vetterli.
Produkcję seryjną tego karabinu rozpoczęto w 1891 roku w Eidgenoessische Waffenfabrik w Bernie. Stał się on konstrukcją wyjściową do budowy szeregu karabinów i karabinków nazywanych potocznie Schmidt-Rubin. Produkcję ostatniego karabinu tego typu zakończono w 1959 roku, po przyjęciu do uzbrojenia karabinu automatycznego SG 510.

## Wersje karabinu Schmidt-Rubin
- Infanteriegewehr Modell 1889 – wersja podstawowa, produkowany w latach 1891–1897, wyprodukowano 212 000 szt. Nazwa broni Schmidt-Rubin pochodzi od nazwisk projektantów – pułkownika Rudolfa Schmidta oraz projektanta naboju 7,5 × 55 mm Swiss, pułkownika Eduarda Rubina.
- Infanteriegewehr Modell 1889/96 – wersja zmodernizowana, produkowana w latach 1897–1912, wyprodukowano 127 000 szt. Broń zmodernizowana przez pułkownika Vogelsanga, wraz ze jego asystentem Rebholzem, dlatego znawcy nazywają często tę i dalsze wersje modelami Vogelsang-Rebholz.
- Kadettengewehr Modell 1897 – wersja dla kadetów, produkowana w latach 1898–1927, wyprodukowano 7 900 szt.
- Kurzes Schweizer Gewehr Modell 1889/1900 – karabinek, produkowany w latach 1901–1911, wyprodukowano 18 750 szt.
- Karabiner Modell 1905 – karabinek kawaleryjski, produkowany w latach 1906–1911, wyprodukowano 7 900 szt.
- Infanteriegewehr Modell 1911 lub G11 – karabin, produkowany w latach 1914–1933, wyprodukowano 184 200 szt.
- Karabiner Modell 1911 lub K11 – karabinek, produkowany w latach 1913–1915, wyprodukowano 133 00 szt.

## Późniejsze karabiny i karabinki na podobnej konstrukcji
- Waffenfabrik Bern – Karabiner Modell 1931 lub K31 – karabinek, produkowany w W+F Bern w latach 1933–1958, wyprodukowano 582 230 szt. Karabinek ten często potocznie nazwany „Schmidt-Rubin K31”, co jednak nie jest prawidłowe, gdyż zarówno pułkownik Rudolf Schmidt (1832–1898), projektant pierwszej wersji karabinu zw. Schmidt-Rubin, jak i Eduard Rubin (1846–1920), projektant naboju 7,5 × 55 mm, dawno już nie żyli w 1931. Karabinek K31 został zaprojektowany przez pułkownika Adolfa Furrera (1873–1958).
- ZF-Karabiner Modell 1931/42 i 1931/43 – karabin strzelca wyborowego, produkowany w latach 1944–1946, wyprodukowano 2240 szt.
- ZF-Karabiner Modell 1955 – karabin strzelca wyborowego, produkowany w latach 1957–1959, wyprodukowano 4150 szt.

## Opis techniczny
Karabin Schmidt-Rubin jest bronią powtarzalną.
Lufa ma trzy bruzdy prawoskrętne. Zamek dwutaktowy ryglowany symetrycznie za pomocą rygli umieszczonych na tylnej części trzonu zamka.
Zasilanie odbywa się z magazynka o pojemności 12 nabojów, mocowanego do podłoża za pomocą dźwigni. Przy ładowaniu można nie zdejmować magazynka, lecz wciskać naboje z góry, z dwóch tekturowych łódek o pojemności 6 nabojów. 
Celownik ramieniowy, muszka stała. 
Do broni stosowano bagnet.